# Абдус Саттар
Абдус Саттар (1906—1985) — президент Бангладеш.

## Біографія
Народився 1906 року у Західній Бенгалії (нині в Індії). 1929 року здобув ступінь магістра права, закінчивши Університет Калькутти. Після цього він зайняв посаду судді в Калькуттському суді.
Почав політичну кар'єру 1969 року на посаді голови виборчої комісії Пакистану (1969-1972). Після цього очолював раду директорів корпорації Jiban Bima (1973–1974). 1977 року був призначений на пост міністра юстиції та парламентських справ Бангладеш.
1981 року Саттар був обраний на посаду президента країни. Був усунутий від влади в результаті державного перевороту 24 березня 1982 року, який очолив Хуссейн Мухаммед Ершад.
Помер у столиці країни 5 жовтня 1985 року.